# Adrien René Franchet
Adrien René Franchet (Pezou, 21 april 1834 – Parijs, 15 februari 1900) was een Frans botanicus.
Franchet werkte aan de Parijse Jardin des Plantes. Hij was gespecialiseerd in de plantensystematiek, en besteedde het grootste deel van zijn carrière aan de flora van Oost-Azië. Zijn eerste publicatie hierover was de Enumeratio plantarum Japonicarum (1872), een catalogus van alle toen gekende Japanse planten. Hij onderzocht daarna de verzamelingen die missionarissen als P. David uit China, Mongolië en Tibet meebrachten, waarin hij meer dan 1200 nieuwe geslachten en soorten ontdekte, zoals de geslachten Dipoma, Delavaya,  en de soorten Helleborus thibetanus en Jasminum polyanthum. Zijn werk werd voortgezet door Achille Finet en François Gagnepain in hun Contributions à la Flore de l'Asie orientale.
Hij werd in 1866 toegelaten tot de Société botanique de France. In 1898 nam hij hiervan het voorzitterschap waar.